# Comuna Ulmu, Stînga Nistrului
Comuna Ulmu este o comună din Unitățile Administrativ-Teritoriale din Stînga Nistrului, Republica Moldova. Este formată din satele Ulmu (sat-reședință), Ulmul Mic și Lîsaia Gora.
Conform recensământului din anul 2004, populația localității era de 998 locuitori, dintre care 114 (11.42%) moldoveni (români), 746 (74.74%) ucraineni si 111 (11.12%) ruși.